# Kirsten Hammann

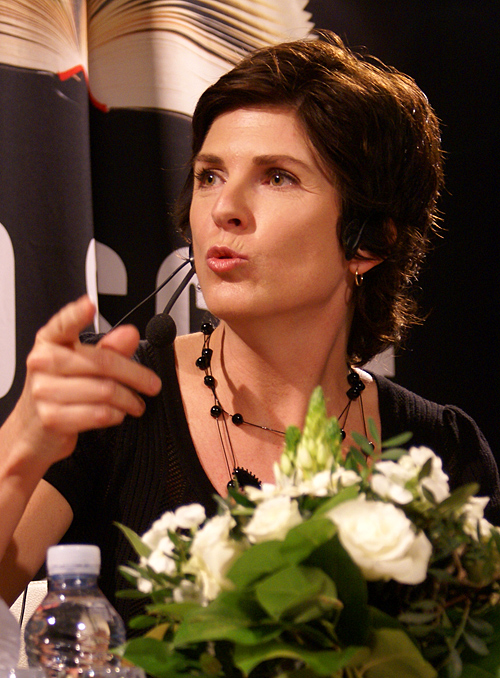
Kirsten Hammann (2008)

Kirsten Hammann (* 1. November 1965 in Risskov, Dänemark) ist eine dänische Schriftstellerin.

## Leben
Nach ihrem Schulabschluss 1984 am Risskov Amtsgymnasium studierte Kirsten Hammann erfolgreich von 1989 bis 1991 Kreatives Schreiben an der erst 1987 gegründeten Forfatterskolen in Kopenhagen. Ein Jahr nach ihrem Abschluss debütierte sie mit der Gedichtsammlung Mellem tænderne als Autorin. Ihr Romandebüt folgte zwei Jahre später mit Vera Winkelvir. Unter dem gleichnamigen Titel wurde das Buch nach einer Übersetzung von Peter Urban-Halle 1996 beim Verlag Achilla-Presse veröffentlicht. Auch ihr fünfter  Roman, welcher 2011 unter dem Titel Se på mig erschien, wurde in die deutsche Sprache übersetzt. Paarungsbereit erschien 2014 in einer Übersetzung von Flora Fink beim Münchner Verlag btb.

## Werke (Auswahl)
Romane
- Vera Winkelvir (1993)
  - Vera Winkelvir, Hamburg 1996, Achilla-Presse, ISBN 3-928398-42-3
- Bannister (1997)
- Fra smørhullet (2004)
- En dråbe i havet (2008)
- Se på mig (2011)
  - Paarungsbereit, München 2014, btb, ISBN 978-3-442-74537-1
- Alene hjemme (2015)

Gedichte
- Mellem tænderne (1992)

## Auszeichnungen (Auswahl)
- Gyldendals boglegat 1992
- Carl Møllers legat 1993
- Klaus Rifbjergs Debutantpris for lyrikere 1994
- Statens Kunstfonds arbejdslegat 1996
- Statens Kunstfonds arbejdslegat 1998
- Leo Estvads legat 2005
- Beatrice-Preis 2005
- Danske-Bank-Literaturpreis 2008
- Statens Kunstfonds livsvarige ydelse 2011
- Søren-Gyldendal-Preis 2017